# Liste der Monuments historiques in Saint-Michel-de-Lapujade
Die Liste der Monuments historiques in Saint-Michel-de-Lapujade führt die Monuments historiques in der französischen Gemeinde Saint-Michel-de-Lapujade auf.

## Liste der Bauwerke
| Bezeichnung      | Beschreibung              | Standort | Kennzeichnung | Schutzstatus | Datum | Bild |
| ---------------- | ------------------------- | -------- | ------------- | ------------ | ----- | ---- |
| Kirche St-Michel | Erbaut im 12. Jahrhundert | (Lage)   | PA00083790    | Inscrit      | 1925  |      |

## Liste der Objekte
| Bezeichnung | Beschreibung          | Standort                       | Kennzeichnung | Schutzstatus | Datum | Bild |
| ----------- | --------------------- | ------------------------------ | ------------- | ------------ | ----- | ---- |
| Glocke      | Bronze, 1566 gegossen | in der Kirche St-Michel (Lage) | PM33000500    | Classé       | 1942  |      |